# Глубинный линзированный обзор
| Открытых астероидов: 25 | Открытых астероидов: 25 |
| ----------------------- | ----------------------- |
| (46060) 2001 DL88       | 26 февраля 2001         |
| (89886) 2002 CT230      | 14 февраля 2002         |
| (104314) 2000 EC203     | 5 марта 2000            |
| (107558) 2001 DK85      | 23 февраля 2001         |
| (107868) 2001 FT85      | 26 марта 2001           |
| (114722) 2003 GN33      | 3 апреля 2003           |
| (143352) 2003 AB85      | 7 января 2003           |
| (144688) 2004 FG145     | 29 марта 2004           |
| (147428) 2003 GM54      | 1 апреля 2003           |
| (148990) 2001 YX92      | 17 декабря 2001         |
| (154544) 2003 GP33      | 4 апреля 2003           |
| (156423) 2002 AD92      | 12 января 2002          |
| (159758) 2003 FZ122     | 31 марта 2003           |
| (160842) 2000 YE142     | 21 декабря 2000         |
| (189839) 2003 AQ83      | 4 января 2003           |
| (193671) 2001 DV84      | 23 февраля 2001         |
| (196401) 2003 GM33      | 3 апреля 2003           |
| (205413) 2001 FX85      | 26 марта 2001           |
| (208544) 2002 AE92      | 12 января 2002          |
| (216501) 2002 EP203     | 5 марта 2000            |
| (223271) 2002 GY32      | 1 апреля 2003           |
| (223272) 2002 GC33      | 1 апреля 2003           |
| (226345) 2002 FM122     | 31 марта 2003           |
| (231056) 2005 JG63      | 3 мая 2005              |
| (231914) 2000 YT140     | 19 декабря 2000         |

Глубинный линзированный обзор (англ. Deep Lens Survey, DLS, сокращённое от Deep Gravitational Lensing Survey — глубинный гравитационный линзированный обзор) — ультраглубокий многополосный оптический обзор из семи 4-градусных полей. При этом были использованы мозаичные ПЗС тепловизоры телескопа Бланко Национальной оптической астрономической обсерватории (обсерватория Серро-Тололо) и телескопы Майялл (Китт-Пик). Полное покрытие глубины полей потребовало 5 лет (2001—2006 годы) в четырёх диапазонах: B, V, R и z' до 29/29/29/28 звёздных величин на квадратную угловую секунду светимости поверхности. Быстро меняющиеся оптические события (включая движение объектов, подобным малым планетам и кометам), а также кандидаты в сверхновые регистрировались в реальном времени.
Основной целью проекта являлось получение объективной карты крупномасштабной структуры распределения масс за пределами местной вселенной путём очень глубокого многоцветного термографирования семи двухградусных полей и цветного/красного смещения. Цветовое смещение света при наблюдении отдалённых галактик вызывалось массой более близких структур и это могло быть измерено. Эти слабые линзированные наблюдения чувствительны ко всем видам скоплений масс  и дают объективную карту распределения массы с разрешением в одну угловую минуту в небесной плоскости (около 120 килопарсек/h в z = 0,2), в нескольких диапазонах красного смещения. В первый раз эти карты измерили изменения в крупномасштабной структуре от z=1 до текущей эпохи и проверили современные теории образования структур, предсказывающие, что масса во вселенной с малым красным смещением имеет нитевидную/лоскутную структуру. Эти наблюдения напрямую сдерживают кластеризацию свойств материи и, при сравнении с результатами анизотропного реликтового излучения, всё это подвергает испытанию основы теории формирования структуры путём гравитационной неустойчивости.
Хотя это и основная цель исследований, широкому термографированию есть множество других применений. Кроме этого, совокупность наблюдений в пределах одного поля даёт данные, позволяющие обнаруживать объекты с изменением параметров в пределах от нескольких часов до нескольких месяцев за счёт распределения отдельных участков для работы.